# Glocke (Chaunac)

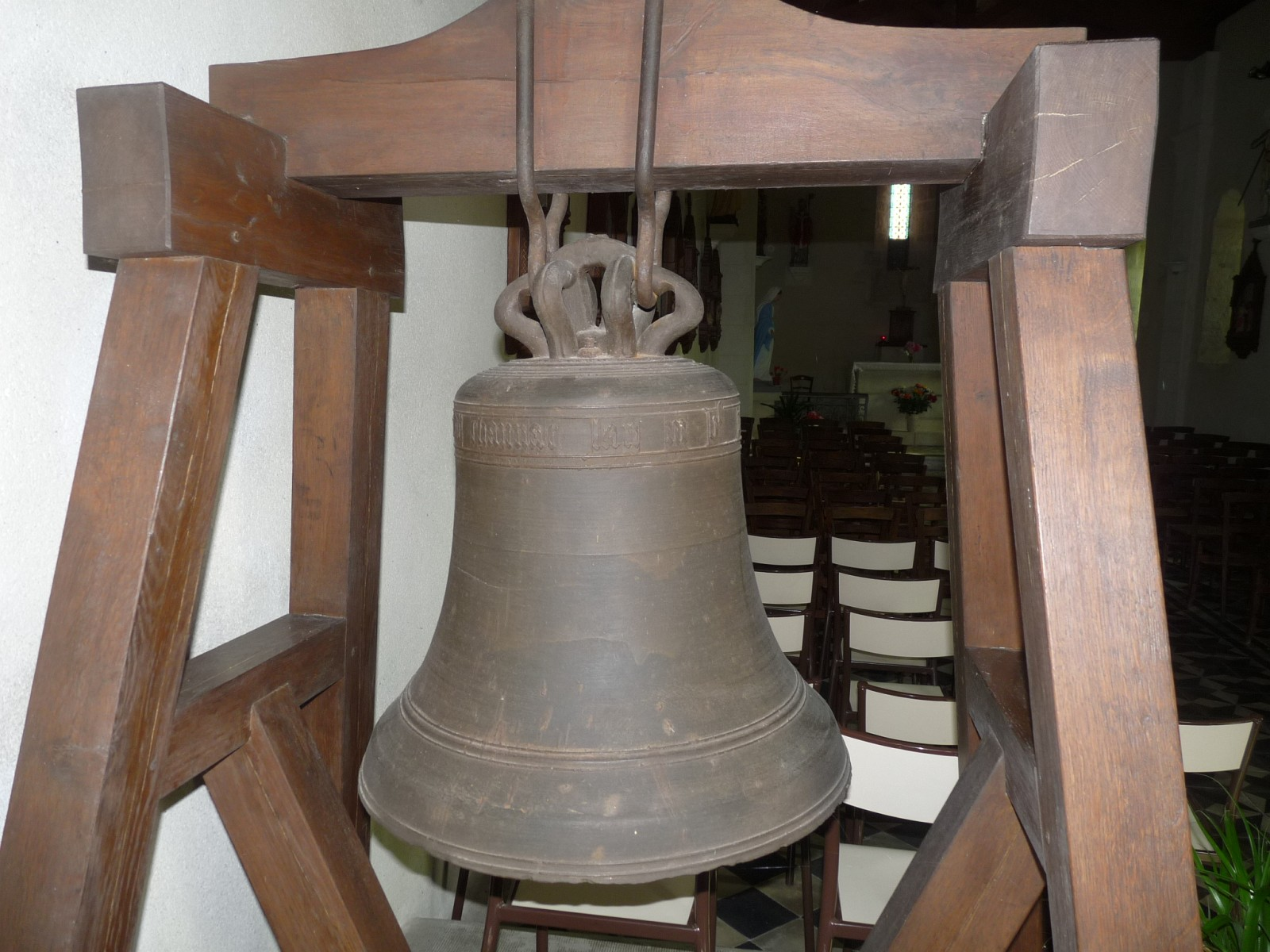
Glocke in Chaunac

Die Glocke in der Kirche St-Sulpice  in Chaunac, einer französischen Gemeinde im Département Charente-Maritime der Region Nouvelle-Aquitaine, wurde 1546 gegossen. Die Kirchenglocke aus Bronze ist seit 1908 als Monument historique klassifiziert. 
Die 60 cm hohe Glocke aus einer unbekannten Glockengießerei trägt folgende Inschrift: „IHS MA S SULPICE DE CHAUNAC L'AN MVCXLVI“.
Bei den Hugenottenkriegen im 16. Jahrhundert wurde sie nicht – wie viele andere Glocken der Region – eingeschmolzen. Heute hängt sie in der Kirche in einem Holzgestell.